# Delocheilus obscurus
Delocheilus obscurus là một loài bọ cánh cứng trong họ Cerambycidae.